# Emilio Estevez
Pour les articles homonymes, voir Estevez.
Emilio Estevez est un acteur, scénariste, réalisateur et producteur américain, né le 12 mai 1962 à New York, à Staten Island.
Il connait une carrière de jeune acteur populaire en participant aux films cultes Outsiders (1983), La Mort en prime (1984), Breakfast Club (1985) et Étroite Surveillance (1987), ainsi qu'à deux franchises à succès avec les films Young Guns (1988), Young Guns 2 (1990), Les Petits Champions (1992), Les Petits Champions 2 (1994) et Les Petits Champions 3 (1996). Mais après plusieurs échecs, il disparait des écrans.
Il opère un retour remarqué comme scénariste et réalisateur en présentant le drame historique choral Bobby à la Mostra de Venise 2006. Depuis, il a signé deux autres films indépendants : The Way, la route ensemble (2010) et Un héros ordinaire (2018).
Il est cité dans l'affaire des Panama Papers en avril 2016.

## Biographie

### Jeunesse et famille
Il est le fils aîné de l'acteur Martin Sheen et de l'artiste Janet Templeton. Il est le frère des acteurs Charlie Sheen, Ramon Estevez et Renée Estevez. 
Contrairement à son père et son frère Charlie, Emilio a voulu conserver leur nom de famille, espérant se démarquer de la notoriété de son père. Son oncle Joe Estevez est également acteur.
Il est membre du Brat Pack.
Emilio Estevez a été membre de l'Église de Scientologie qu'il a quittée depuis[réf. nécessaire].
Il a eu une liaison avec Demi Moore en 1987. Il a été marié à Paula Abdul de 1992 à 1994.

### Débuts et révélation (années 1980)
Il apparaît d'abord dans quelques téléfilms, le premier étant Seventeen Going on Nowhere en 1980, et dans des séries télévisées comme Insight ou Making the Grade.
En 1982, il fait ses grands débuts sur grand écran dans le drame indépendant Tex de Tim Hunter, aux côtés de Matt Dillon et Jim Metzler. Il retrouve Matt Dillon l'année suivante dans un autre film indépendant, Outsiders de Francis Ford Coppola, dans lequel il côtoie plusieurs futures vedettes comme Tom Cruise, Patrick Swayze, et à nouveau Matt Dillon.
En 1984, le jeune acteur est propulsé tête d'affiche pour La Mort en prime (Repo Man), écrit et réalisé par Alex Cox. Le rôle du jeune punk Otto Maddox l'impose comme un acteur à suivre. 
L'année suivante va lui permettre de confirmer : à l'origine sélectionné pour jouer le « criminel » John Bender dans le nouveau film de John Hughes, The Breakfast Club, Emilio Estevez obtient finalement le premier rôle du « sportif » Andy Clark, car John Hughes n'avait trouvé personne d'autre. Toujours en 1985, l'acteur fait partie de la distribution chorale d'un autre teen movie, St. Elmo's Fire, de Joel Schumacher. Le tournage lui permet aussi de rencontrer la jeune actrice Demi Moore — ils entretiendront une relation en 1987.
Toujours en 1985, il fait ses débuts de scénariste en adaptant un roman de S. E. Hinton pour That Was Then... This Is Now de Christopher Cain. Il est aussi la tête d'affiche de ce thriller, aux côtés de Morgan Freeman.
En 1986, il est au générique d'un autre thriller, plus orienté action/fantastique, Maximum Overdrive, écrit et réalisé par le romancier Stephen King. Le film est cependant un échec. La même année, la jeune vedette connaît une seconde déconvenue avec sa première réalisation, le polar Wisdom, dont il partage l'affiche avec Demi Moore. Le film passe inaperçu au box-office.
Les deux années suivantes permettent cependant à l'acteur de rebondir : en 1987, il partage l'affiche du buddy movie Étroite Surveillance avec Richard Dreyfuss et Madeleine Stowe, puis en 1988, il fait partie du casting choral du western Young Guns. Il y incarne Billy the Kid, aux côtés de Kiefer Sutherland, Lou Diamond Phillips, Dermot Mulroney ou encore son frère Charlie Sheen. Le succès de ces deux longs-métrages conduiront à la mise en chantier de deux suites : Young Guns 2, qui sort en 1990, puis Indiscrétion assurée, dévoilé en 1993.
En 1990, il révèle aussi son deuxième film comme réalisateur, le buddy movie Men At Work, dans lequel il partage la vedette avec son frère Charlie Sheen.

### Passage progressif au second plan (années 1990)

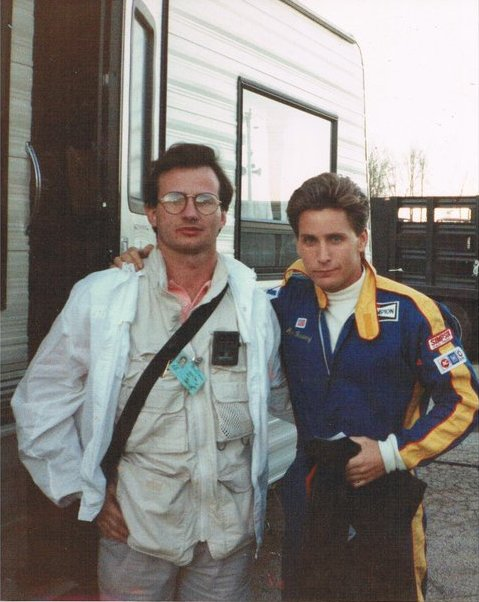
L'acteur aux côtés de David Librace, sur le tournage de Freejack, en 1991.

En 1992, il trouve l'un de ses rôles les plus célèbres : celui de l'entraîneur de hockey sur glace Gordon Bombay dans la comédie dramatique familiale Les Petits Champions. Le film produit par Walt Disney Pictures devient énormément populaire et engendre des suites, une série télévisée, de nombreux produits dérivés et même la création d'une équipe NHL en 1993 les Mighty Ducks d'Anaheim.
En 1993, Emilio Estevez est à l'affiche d' Alarme fatale, parodie de L'Arme fatale avec Samuel L. Jackson, Kathy Ireland, William Shatner, F. Murray Abraham, Bruce Willis, Whoopi Goldberg, Charlie Sheen et Denise Richards. Il enchaîne avec Indiscrétion assurée qui est la suite d'Étroite Surveillance. Il y retrouve Richard Dreyfuss, Madeleine Stowe (qui n'y fait qu'une apparition) auxquels s'ajoute l'actrice et humoriste Rosie O'Donnell.
L'année suivante, il reprend son rôle de Gordon Bombay pour Les Petits Champions 2.
En 1996, il fait un caméo au début du film Mission impossible dont Tom Cruise est la vedette. Il consent aussi cette année-là à faire une brève apparition dans Les Petits Champions 3, sorti en 1996, en demandant en contrepartie à Disney de financer et distribuer son troisième long métrage comme réalisateur, le drame historique The War at Home (1996). Malgré de bonnes critiques, le film reçoit une distribution minimale et passe inaperçu. Dévasté, il envisage de quitter le métier, mais réalise finalement pour la télévision la satire Classé X (2000), avec Charlie Sheen. Le téléfilm est sélectionné au festival du film de Sundance.
Grand ami de Jon Bon Jovi, il fait une apparition dans le clip musical de Say It Isn't So (2000) du groupe Bon Jovi, aux côtés de Matt LeBlanc, Claudia Schiffer et Arnold Schwarzenegger.

### Scénariste/réalisateur indépendant (années 2000 - 2010)

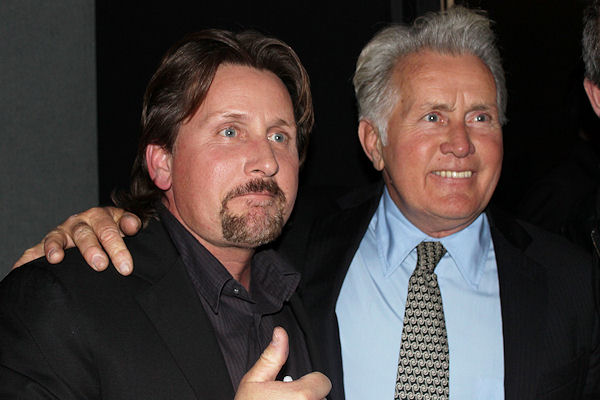
L'acteur aux côtés de son père, Martin Sheen, à la première londonienne de The Way, la route ensemble, en février 2011.

Durant les années 2000, il se concentre sur la réalisation : il travaille d'abord pour la télévision, filmant des épisodes des séries télévisées Le Protecteur (2003 - 2004), Cold Case : Affaires classées (2004 - 2005), Les Experts : Manhattan ou encore Close to Home : Juste Cause (2005). En 2003, comme acteur cette fois, il participe à un épisode de la série À la Maison-Blanche, où son père Martin Sheen incarne le président des États-Unis.
Mais en 2006, il dévoile son cinquième long métrage, qu'il a écrit et réalisé : Bobby, film choral qui revient sur l'assassinat du sénateur Robert F. Kennedy en juin 1968. Il y rassemble une distribution impressionnante : Freddy Rodríguez, Harry Belafonte, Laurence Fishburne, Heather Graham, Anthony Hopkins, Helen Hunt, Joshua Jackson, Ashton Kutcher, Shia LaBeouf, Lindsay Lohan, William H. Macy, Christian Slater, Demi Moore, Martin Sheen, Elijah Wood, Sharon Stone et Mary Elizabeth Winstead. Présenté en avant-première à la Mostra de Venise, ce film indépendant reçoit une ovation debout de sept minutes.
Cependant, malgré ce retour, il revient aux séries : signant la mise en scène de deux épisodes de la série policière Numb3rs, diffusés entre 2008 et 2009. Parallèlement, il participe à un épisode de la sitcom à succès de son frère Charlie Sheen : Mon oncle Charlie.
En 2010, il sort son sixième long métrage, le The Way, la route ensemble, qu'il a écrit et réalisé. Il dirige aussi son père, Martin Sheen, à qui il a confié le rôle principal, celui d'un père partant chercher le corps de son fils mort lors d'une randonnée. Il joue aussi dans le film. Les critiques sont excellentes, mais le film échoue commercialement. Le réalisateur ne présente ainsi son septième long comme scénariste/réalisateur qu'en 2018 : Un héros ordinaire marque son retour au film choral, en racontant l'occupation d'une bibliothèque par des sans-abris à la suite d'une vague de froid. Les critiques sont positives.

### Années 2020
En 2021, il reprend son rôle de Gordon Bombay dans la série Les Petits Champions : Game Changers diffusé sur Disney+.
Il est par ailleurs annoncé qu'il incarnera à nouveau Billy the Kid dans la suite de Young Guns, Young Guns 2 et dans Young Guns 3: Alias Billy the Kid, dont il est le scénariste, et pourrait également être le réalisateur.

## Filmographie

### Acteur

#### Cinéma
- 1973 : La Balade sauvage (Badlands) de Terrence Malick : un des garçons sous le lampadaire (non crédité)
- 1982 : Tex de Tim Hunter : Johnny Collins
- 1983 : Outsiders (The Outsiders) de Francis Ford Coppola : Keith Mathews
- 1983 : En plein cauchemar (Nightmares) de Joseph Sargent - segment "Bishop of Battle" : J. J. Cooney
- 1984 : La Mort en prime (Repo Man) d'Alex Cox : Otto Maddox
- 1985 : Breakfast Club (The Breakfast Club) de John Hughes : Andrew "Andy" Clark
- 1985 : St. Elmo's Fire de Joel Schumacher : Kirby Keger
- 1985 : Engrenage mortel ( That Was Then... This Is Now) de Christopher Cain : Mark Jennings
- 1986 : Maximum Overdrive de Stephen King : Bill Robinson
- 1986 : Wisdom de lui-même : John Wisdom
- 1987 : Étroite Surveillance (Stakeout) de John Badham : l'inspecteur Bill Reimers
- 1988 : Never on Tuesday d'Adam Rifkin : le conducteur de la dépanneuse (non crédité)
- 1988 : Young Guns de Christopher Cain : Billy the Kid
- 1990 : Young Guns 2 de Geoff Murphy : Billy the Kid
- 1990 : Men at Work de lui-même : James St. James
- 1992 : Freejack de Geoff Murphy : Alex Furlong
- 1992 : Les Petits Champions (The Mighty Ducks) de Stephen Herek : Gordon Bombay
- 1993 : Alarme fatale (Loaded Weapon 1) de Gene Quintano : le sergent Jack Colt
- 1993 : Indiscrétion assurée (Another Stakeout) de John Badham : l'inspecteur Bill Reimers
- 1993 : La Nuit du jugement (Judgment Night) de Stephen Hopkins : Francis Howard "Frank" Wyatt
- 1994 : Les Petits Champions 2 (D2: The Mighty Ducks) de Sam Weisman : Gordon Bombay
- 1996 : Mission Impossible (Mission: Impossible) de Brian De Palma : Jack Harmon (non crédité)
- 1996 : The War at Home de lui-même : Jeremy Collier
- 1996 : Les Petits Champions 3 (D3: The Mighty Ducks) de Robert Lieberman : Gordon Bombay
- 2000 : Sand (en) de Matt Palmieri : Trip
- 2003 : Les 3 rois mages (Los reyes magos) d'Antonio Navarro : Jimmy (non crédité)
- 2005 : The L.A. Riot Spectacular (en) de Marc Klasfeld (en) : l'officier Powell
- 2006 : Bobby de lui-même : Tim Fallon
- 2006 : Arthur et les Minimoys de Luc Besson : le passeur (voix version anglophone)
- 2010 : The Way, la route ensemble de lui-même : Daniel Avery
- 2018 : Un héros ordinaire (The Public) de lui-même : Stuart Goodson

#### Télévision

##### Séries télévisées
- 1980-1981 : Insight : Stan / Man
- 1982 : Making the Grade (en) : Dwayne (saison 1 épisode 5)
- 2003 : À la Maison-Blanche (The West Wing) : Jed Bartlet, jeune (non crédité) (saison 4 épisode 23)
- 2008 : Mon oncle Charlie (Two and a Half Men) : Andy (saison 6 épisode 11)
- 2021 : Les Petits Champions : Game Changers : Gordon Bombay (10 épisodes)

##### Téléfilms
- 1980 : Seventeen Going on Nowhere (court-métrage télévisée)
- 1981 : To Climb a Mountain
- 1982 : In the Custody of Strangers (en) : Danny Caldwell
- 1989 : Nightbreaker (en) : Docteur Alexander Brown (dans le passé)
- 1998 : Un dollar pour un mort (Dollar for the Dead) : Le Cowboy
- 1999 : Late Last Night (en) : Dan
- 2000 : Classé X (Rated X) de lui-même : Jim Mitchell
- 2012 : Abominable Christmas (en) : Mr. Winterbottom (voix)

### Réalisateur
- 1986 : Wisdom
- 1990 : Men at Work
- 1996 : The War at Home
- 2000 : Classé X (Rated X) (TV)
- 2003 - 2004 : Le Protecteur (The Guardian) - Saison 3, épisodes 7, 14 et 17
- 2004 - 2005 : Cold Case : Affaires classées (Cold Case) - Saison 2, épisodes 6 et 15
- 2005 : Culture Clash in AmeriCCa
- 2005 : Les Experts : Manhattan (CSI: NY) - Saison 1, épisodes 18 et 22
- 2005 : Close to Home : Juste Cause (Close to Home) - Saison 1, épisode 10
- 2006 : Bobby
- 2008 - 2009 : Numb3rs - Saison 5, épisodes 7 et 14
- 2010 : The Way, la route ensemble (The Way)
- 2018 : Un héros ordinaire (The Public)

### Scénariste
- 1985 : Engrenage mortel (That Was Then... This Is Now) de Christopher Cain
- 1986 : Wisdom d'Emilio Estevez
- 1990 : Men at Work d'Emilio Estevez
- 2006 : Bobby d'Emilio Estevez
- 2010 : The Way, la route ensemble d'Emilio Estevez
- 2018 : Un héros ordinaire (The Public) de lui-même

### Producteur
- 1995 : Jerky Boys, le film (The Jerky Boys: The Movie) de James Melkonian (en)
- 1996 : The War at Home de lui-même
- 2010 : The Way, la route ensemble de lui-même
- 2018 : Un héros ordinaire (The Public) de lui-même

## Distinctions

### Récompenses
- 2006 : Casting de l'année au Hollywood Film Festival pour l'ensemble des acteurs de Bobby[9]
- 2006 : Meilleure performance de l'année derrière la caméra aux Phoenix Film Critics Society Awards pour Bobby
- 2006 : Biografilm Award à la Mostra de Venise pour Bobby

### Nominations
- 1987 : Pire acteur aux Razzie Awards 1987 pour Maximum Overdrive
- 2006 : Lion d'or à la Mostra de Venise pour Bobby
- 2007 : Meilleur réalisateur / meilleur scénario aux ALMA Awards pour Bobby

## Voix françaises
| - William Coryn dans : - The Breakfast Club - Étroite Surveillance - Men at Work - Indiscrétion assurée - The War at Home - The Way - Mon oncle Charlie (série télévisée) - Serge Faliu dans : - Les Petits Champions - Les Petits Champions 2 - Mission impossible - Les Petits Champions 3 | - Jean-Loup Horwitz dans : - Outsiders - St. Elmo's Fire - Patrick Poivey dans : - Young Guns - Young Guns 2 Et aussi - Franck Baugin dans Tex - Luq Hamet dans La Mort en prime - Emmanuel Jacomy dans Freejack - Sébastien Dhavernas (Québec) dans Alarme fatale - Bernard Gabay dans La Nuit du Jugement - Simon Duprez dans Les Petits Champions : Game Changers |